# طواف آسيا للدراجات 2005
طواف آسيا للدراجات 2005 (بالإنجليزية: 2005 UCI Asia Tour)‏ هو الموسم 1 من  طواف آسيا للدراجات،  بدأ في 16 فبراير 2005،  وأختتم في 19 سبتمبر 2005.

## السباقات
| طواف آسيا للدراجات        | طواف آسيا للدراجات | طواف آسيا للدراجات             | طواف آسيا للدراجات  | طواف آسيا للدراجات | طواف آسيا للدراجات         | طواف آسيا للدراجات | طواف آسيا للدراجات |
| التاريخ                   | #                  | السباق                         | الفائز              | الثاني             | الثالث                     |                    |                    |
| ------------------------- | ------------------ | ------------------------------ | ------------------- | ------------------ | -------------------------- | ------------------ | ------------------ |
| 16 – 21 يناير 2005        | 1                  | طواف سيام ‏                     | Shinichi Fukushima ‏ | ديفيد ماكان        | Jamsrangiin Ölzii-Orshikh ‏ |                    |                    |
| 28 يناير – 06 فبراير 2005 | 2                  | طواف لانكاوي                   | ريان كوكس           | José Rujano ‏       | Tiaan Kannemeyer ‏          |                    |                    |
| 29 يناير                  | 3                  | International Grand Prix Doha ‏ | روبرت هنتر          | توم بونن           | لارس مايكلسين              |                    |                    |
| 31 يناير – 04 فبراير 2005 | 4                  | طواف قطر                       | لارس مايكلسين       | ماتي بريشيل        | فابريزيو غيدي              |                    |                    |
| 14 – 19 أبريل 2005        | 5                  | Kerman Tour ‏                   | حسين عسكري          | Sergey Tretyakov ‏  | Bachtijar Mamirow ‏         |                    |                    |
| 07 – 13 مايو 2005         | 6                  | طواف كوريا                     | ديفيد ماكان         | ستيوارت شو         | Eddy Hollands ‏             |                    |                    |
| 15 – 22 مايو 2005         | 7                  | طواف اليابان                   | فيليكس كارديناس     | Andrey Mizurov ‏    | ماتيو كارارا               |                    |                    |
| 22 – 29 مايو 2005         | 8                  | طواف إيران                     | قادر مزباني         | أحد كاظمي          | عمر حسنين                  |                    |                    |
| 27 يونيو – 01 يوليو 2005  | 9                  | طواف جاوة الشرقية              | أحد كاظمي           | بول غريفين         | روبن ريد                   |                    |                    |
| 16 – 24 يوليو 2005        | 10                 | طواف بحيرة تشينغهاي            | Martin Mareš ‏       | Kairat Baigudinov ‏ | فاليريو أجنولي             |                    |                    |
| 29 – 31 يوليو 2005        | 11                 | طواف الصين                     | Andrey Mizurov ‏     | Xiaohai Zheng ‏     | Dawid Krupa ‏               |                    |                    |
| 12 – 21 سبتمبر 2005       | 12                 | طواف إندونيسيا ‏                | حسين عسكري          | بول غريفين         | Vjatsjeslav Djaditsjkin ‏   |                    |                    |
| 14 – 19 سبتمبر 2005       | 13                 | طواف هوكايدو ‏                  | Eddy Ratti ‏         | كازويا أوكازاكي    | Miyataka Shimizu ‏          |                    |                    |

## وصلات خارجية
- الموقع الرسمي